# China Postal Airlines
China Postal Airlines — грузовая авиакомпания Китая со штаб-квартирой в Пекине, работающая в сфере коммерческих авиаперевозок по более чем трёмстам пунктам назначения внутри страны, а также на регулярных и чартерным маршрутах за её пределами.
Портом приписки перевозчика и его главным транзитным узлом (хабом) является международный аэропорт Нанкин Лукоу.

## История
Авиакомпания China Postal Airlines была образована 25 ноября 1996 года и начала операционную деятельность 27 февраля следующего года. 51 % собственности перевозчика находится у Почтового агентства Китая (China Post), остальные 49 % — в распоряжении магистральной авиакомпании China Southern Airlines.
Изначально China Postal Airlines была ориентирована только на перевозку почтовых грузов внутри страны, но уже в 2006 году расширила свою маршрутную сеть на регулярные грузовые авиаперевозки в аэропорты Южной Кореи и Японии.
В январе 2007 года China Postal Airlines вышла на рынок международных чартерных перевозок.

## Флот

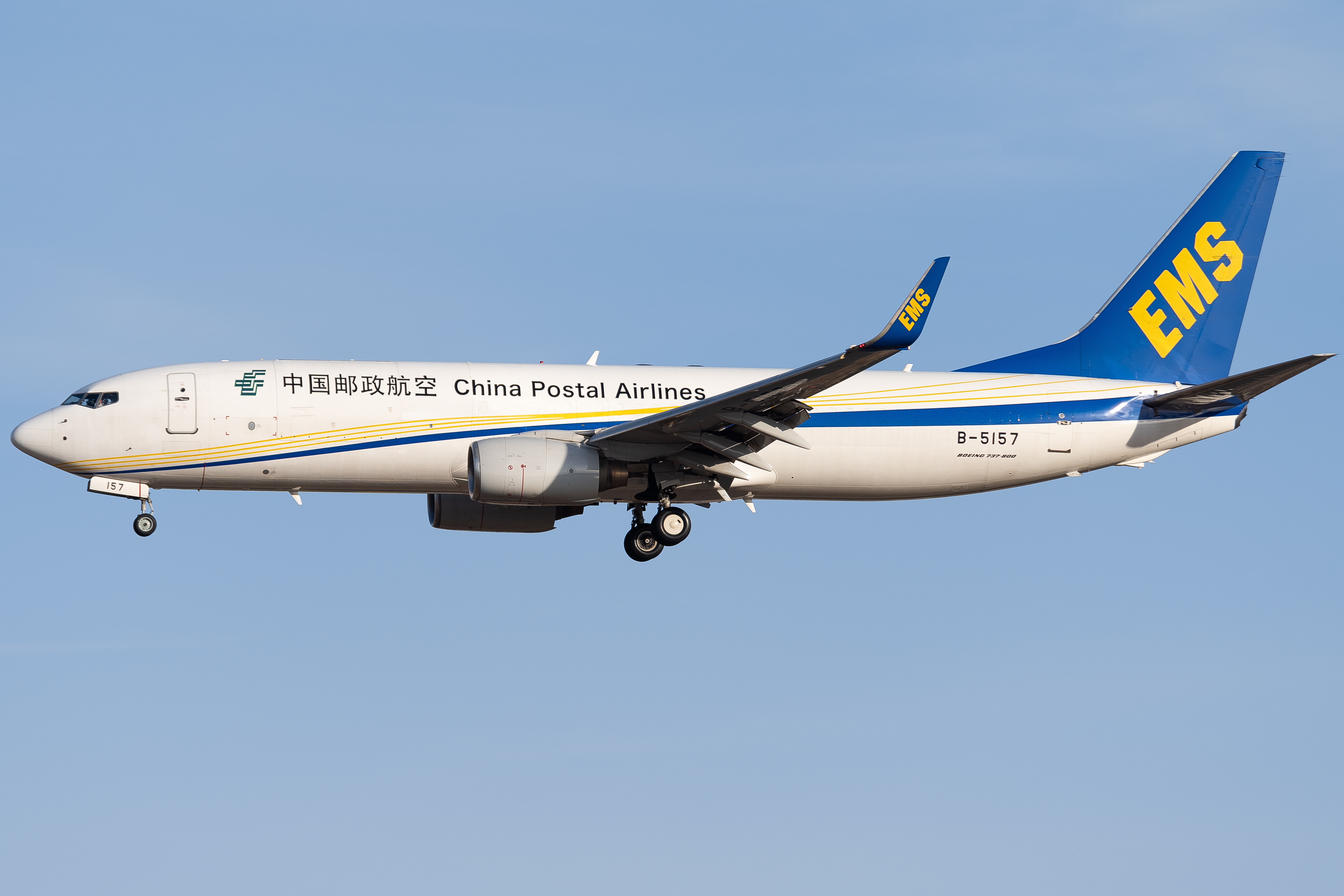
Boeing 737-800BCF

По состоянию на январь 2014 года воздушный флот авиакомпании China Postal Airlines составляли следующие самолёты: